# 住友不動産販売NY
住友不動産販売NY（すみともふどうさんえぬわい）は、1987年に設立。住友不動産販売の子会社。2021年に事業を停止し、住友不動産に事業統合される。

## 会社概要
マンハッタンのミッドタウンに本社があり、メトロポリタン地区に立地する商業用不動産及び住宅用不動産の賃貸・売買・商業不動産関連の融資の仲介サービスを提供。1993年にはスカースデール支店を設置し、ウエストチェスター地域における業務を開始。1997年には商業部門を設立。2009年にグリニッジ（コネチカット州）を含めた、メトロノース（ニューヘイブン）の地域をカバーするライ支店を設立。ニュージャージー州やロングアイランドにおける業務、また本社直営のオフィスレンタルサービス「住友不動産販売エグゼクティブ・スイート」も併営していた。